# Werftstraße 4 (Regensburg)

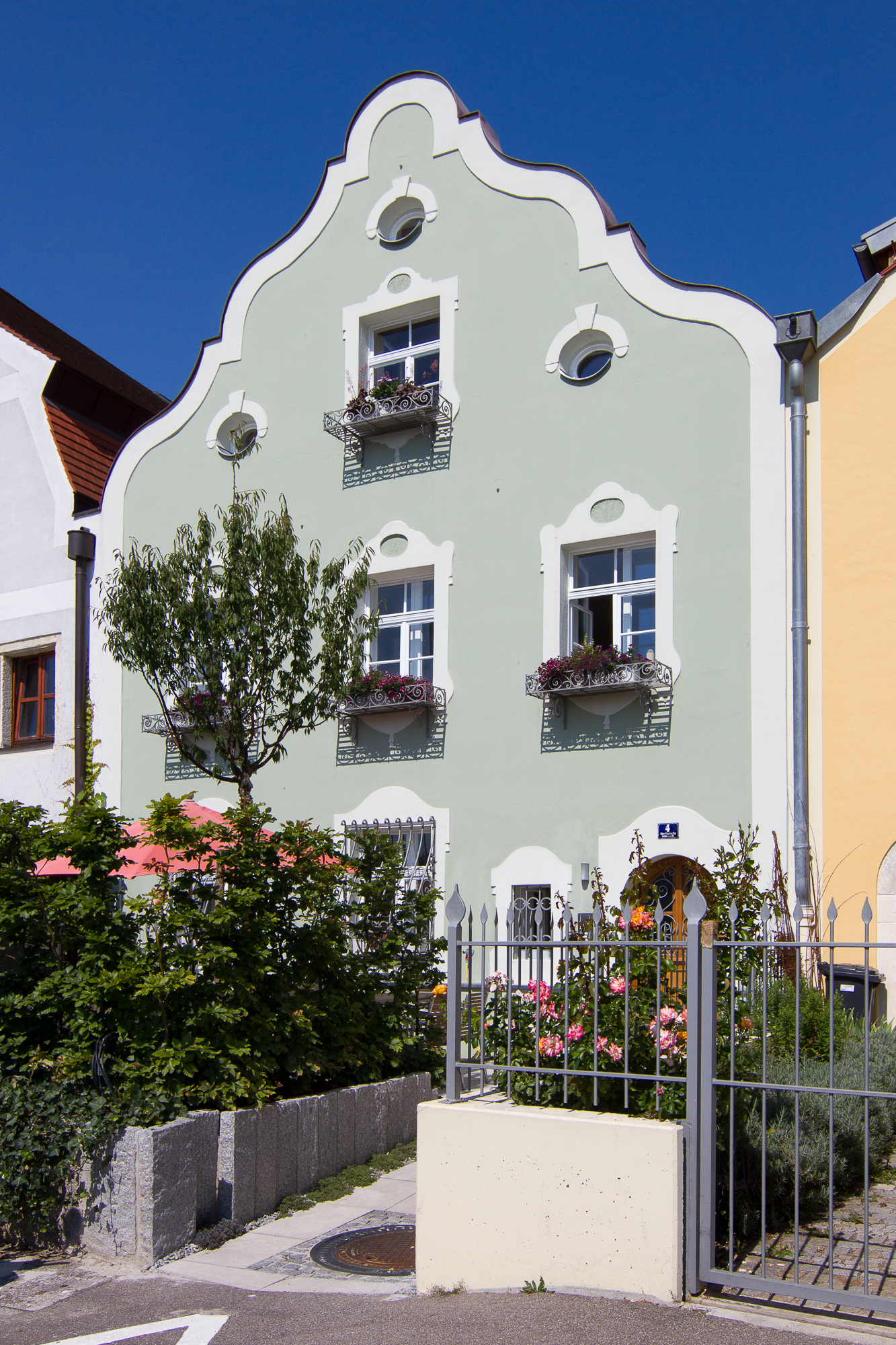
Werftstraße 4 in Regensburg

Das ehemalige Fischerhaus steht unter Denkmalschutz und wurde mit der Denkmalschutzmedaille im Jahr 2014 ausgezeichnet.

## Denkmal
Das Gebäude steht unter Denkmalschutz. Es ist unter der Aktennummer D-3-62-000-1382 in der Bayerischen Denkmalliste des Bayerischen Landesamtes für Denkmalpflege (BLfD), mit dem Wortlaut: Ehem. Fischerhaus, zweigeschossiger und giebelständiger Satteldachbau mit Schweifgiebel und Putzgliederungen, 18. Jh., Umbau und Fassade neubarock, 1907. eingetragen.
Es ist auch in der Liste der Baudenkmäler in Regensburg-Wöhrde verzeichnet.

## Lage
Das Gebäude befindet sich auf der Insel Wöhrd der Stadt Regensburg, unmittelbar am Ufer der Donau, wenige Meter flussabwärts von der Eisernen Brücke entfernt.

## Geschichte
Zu früheren Zeiten war dieses Haus, so wie auch die Nachbarhäuser, von Fischern genutzt.

Im Jahr 1907 wurde das Gebäude umgebaut und erhielt dabei die heute noch erhaltene Südfassade im neubarocken Stil. Das Gebäude befindet sich seit den 1930er Jahren im Besitz der heutigen Familie.

## Sanierung
In dem Gebäude ist die Bausubstanz aus dem 18. Jahrhundert weitgehend erhalten. Die Innenwände im ersten Obergeschoss, alle Holzbalkendecken und die Böden, die Treppe vom Erdgeschoss in das Obergeschoss mit Geländer und im Erdgeschoss der Plattenbelag des Bodens aus Solnhofner Platten, konnten erhalten werden. Die Fassade wurde restauriert, die Eingangstüre nachgebaut. Die einfach verglasten Fenster wurden instand gesetzt und durch neuzeitliche Fenster – hinter den originalen – ergänzt. Der Dachstuhl wurde als nicht mehr tragfähig eingestuft und, mit Ausnahme von fünf Sparren, erneuert. Mit der Statik im Erdgeschoss gab es massive Probleme, die erhebliche Mehrkosten auslösten.